# Larvivora
Larvivora – rodzaj ptaków z podrodziny kląskawek (Saxicolinae) w obrębie rodziny muchołówkowatych (Muscicapidae).

## Rozmieszczenie geograficzne
Rodzaj obejmuje gatunki występujące w Azji.

## Morfologia
Długość ciała 13–15 cm, masa ciała 11–20 g.

## Systematyka
Rodzaj zdefiniował w 1837 roku angielski etnolog i przyrodnik Brian Houghton Hodgson w artykule poświęconym trzem nowym rodzajom lub podrodzajom długonogich drozdów wraz z opisami ich gatunków, opublikowanym w czasopiśmie The journal of the Asiatic Society of Bengal. Gatunkiem typowym jest (późniejsze oznaczenie) słowik modry (L. cyane).

### Etymologia
Larvivora: nowołac. larva ‘gąsienica, larwa’, od łac. larva ‘widmo, maska’; -vorus ‘jedzący’, do vorare ‘pożerać’.

### Podział systematyczny
Do rodzaju należą następujące gatunki:
- Larvivora brunnea Hodgson, 1837 – słowik himalajski
- Larvivora cyane (Pallas, 1776) – słowik modry
- Larvivora akahige (Temminck, 1835) – słowik rudzikowy
- Larvivora tanensis (N. Kuroda, Sr. 1923) – słowik wyspowy
- Larvivora komadori (Temminck, 1835) – słowik czarnolicy
- Larvivora namiyei (Stejneger, 1887) – słowik okinawski
- Larvivora sibilans Swinhoe, 1863 – słowik syberyjski
- Larvivora ruficeps E. Hartert, 1907 – słowik rdzawogłowy